# Ronald Jones II
Ronald Jones II (geboren am 3. August 1997 in Fort Stewart, Georgia) ist ein ehemaliger US-amerikanischer American-Football-Spieler auf der Position des Runningbacks. Er spielte College Football für die University of Southern California und stand zuletzt 2023 bei den Dallas Cowboys in der National Football League (NFL) unter Vertrag. Jones spielte vier Jahre lang für die Tampa Bay Buccaneers, mit denen er den Super Bowl LV gewann. Mit den Kansas City Chiefs gewann Jones den Super Bowl LVII.

## College
Jones besuchte die McKinney North High School in McKinney, Texas, wo er 4810 Rushing Yards und 73 Touchdowns verzeichnete. Anschließend ging er auf die University of Southern California, wo er von 2015 bis 2017 für die Trojans spielte. In seinen ersten beiden Jahren für USC teilte er sich das Backfield mit Justin Davis, bevor er 2017 eine führende Rolle einnahm. Bereits 2016 erlief Jones über 1000 Yards, als Junior steigerte er sich auf 1550 Yards und konnte 19 Touchdowns erzielen. Ein Spiel verpasste er verletzungsbedingt. Jones wurde in das All-Star-Team der Pacific-12 Conference gewählt. Insgesamt kam er am College auf 3921 Yards und 42 Touchdowns. Im Anschluss an die Saison 2017 meldete sich Jones für den NFL Draft an.

## NFL
Jones wurde im NFL Draft 2018 in der zweiten Runde an 38. Stelle von den Tampa Bay Buccaneers ausgewählt. In seiner Rookiesaison zeigte Jones eine mangelnde Arbeitsmoral und hatte Probleme damit, sich an das gegenüber dem College deutlich komplexere Playbook der NFL zu gewöhnen, sodass er kaum Einsatzzeit erhielt und nur 23 Läufe absolvierte. Am 7. Spieltag erlief er gegen die Cleveland Browns seinen ersten Touchdown in der NFL, der sein einziger Touchdown der Saison blieb.
In der Vorbereitung auf die Saison 2019 trainierte Jones intensiv und arbeitete insbesondere an seinen Fähigkeiten als Passempfänger. Zunächst war er dabei der zweite Runningback hinter Peyton Barber. Jones zeigte aber eine bessere Leistung als Barber und wurde daher ab dem neunten Spieltag zum Starter ernannt. Am letzten Spieltag erlief Jones gegen die Atlanta Falcons erstmals über 100 Yards in einem NFL-Spiel. Insgesamt kam er auf 724 Rushing Yards und sechs Touchdowns, zudem spielte er mit 31 gefangenen Pässen auch als Receiver eine Rolle.
In die Saison 2020 ging Jones als alleiniger Starter und behielt diese Position trotz der Neuverpflichtung von Leonard Fournette, dem vierten Pick im Draft 2017, der in der Vorsaison als Starter bei den Jacksonville Jaguars über 1000 Yards erlaufen hatte, kurz vor Saisonbeginn. Im Spiel gegen die Carolina Panthers am 10. Spieltag erzielte Jones einen Touchdown mit einem Lauf von der 2-Yard-Linie. Sein 98 Yards langer Lauf in die Endzone war der längste in der Geschichte der Buccaneers und einer von vier Läufen in der NFL für 98 Yards oder mehr. Insgesamt kam Jones in der Regular Season 2020 auf 978 Yards bei einem Schnitt von 5,1 Yards pro Lauf. In den Play-offs wurde Jones weniger eingesetzt, stattdessen kam  Fournette häufiger zum Einsatz. Jones zog mit den Buccaneers in den Super Bowl LV ein, den sie mit 31:9 gegen die Kansas City Chiefs gewannen. Im Super Bowl absolvierte er 12 Läufe für 61 Yards.
Infolge der überzeugenden Leistungen von Fournette in den Play-offs verlor Jones zu Beginn der Saison 2021 seine Position als Stammspieler. Wegen einer Verletzung von Fournette lief Jones am 16. und 17. Spieltag als Starter auf, anschließend fiel er selbst mit einer Knöchelverletzung aus.
Im März 2022 schloss Jones sich nach dem Ablauf seines Rookievertrags den Kansas City Chiefs an. Hinter Clyde Edwards-Helaire, Jerick McKinnon und Isiah Pacheco spielte Jones bei den Chiefs keine große Rolle. Er gewann mit dem Chiefs den Super Bowl LVII.
Am 21. März 2023 unterschrieb Jones einen Vertrag bei den Dallas Cowboys. Im August 2023 wurde Jones wegen Verstoßes gegen die Doping-Richtlinien der NFL für zwei Spiele gesperrt. Nach Ablauf seiner Sperre wurde Jones am 18. September 2023 von den Cowboys entlassen.

### NFL-Statistiken
| Saison                             | Team  | Spiele | Spiele | Rushing | Rushing | Rushing | Rushing | Rushing | Receiving | Receiving | Receiving | Receiving | Receiving | Fumbles | Fumbles |
| Saison                             | Team  | GP     | GS     | Att     | Yds     | Avg     | Lng     | TD      | Rec       | Yds       | Avg       | Lng       | TD        | Fum     | Lost    |
| ---------------------------------- | ----- | ------ | ------ | ------- | ------- | ------- | ------- | ------- | --------- | --------- | --------- | --------- | --------- | ------- | ------- |
| 2018                               | TB    | 9      | 0      | 23      | 44      | 1,9     | 9       | 1       | 7         | 33        | 4,7       | 15        | 0         | 0       | 0       |
| 2019                               | TB    | 16     | 9      | 172     | 724     | 4,2     | 49      | 6       | 31        | 309       | 10,0      | 41        | 0         | 3       | 2       |
| 2020                               | TB    | 14     | 13     | 192     | 978     | 5,1     | 98      | 7       | 28        | 165       | 5,9       | 37        | 1         | 2       | 2       |
| 2021                               | TB    | 16     | 3      | 101     | 428     | 4,2     | 30      | 4       | 10        | 64        | 6,4       | 15        | 0         | 2       | 2       |
| 2022                               | KC    | 6      | 0      | 17      | 70      | 4,1     | 13      | 1       | 1         | 22        | 22,0      | 22        | 0         | 0       | 0       |
| Total                              | Total | 61     | 25     | 505     | 2244    | 4,4     | 98      | 19      | 77        | 593       | 7,7       | 41        | 1         | 7       | 6       |
| Quelle: pro-football-reference.com |       |        |        |         |         |         |         |         |           |           |           |           |           |         |         |